# 芽茶
芽茶是一种綠茶。芽茶的名字来源于制作这种特殊绿茶所需的早期叶芽。芽茶在春季時被採摘，並被加工成卷叶茶，其品质介于玉露和煎茶之间。